# Le Géant et moi
Pour plus de détails, voir Fiche technique et Distribution.
Le Géant et moi (My Giant) est un film américain réalisé par Michael Lehmann, sorti en 1998.

## Synopsis
Sammy, un vendeur sans scrupules (Billy Crystal) a un accident de voiture en Roumanie. Il est sauvé par un passant, Max, (Gheorghe Muresan) un géant haut de 231 cm. Sammy voit immédiatement le profit à réaliser comme imprésario d'un tel personnage et il cherche à le faire engager, non dans une équipe de basket, mais comme acteur par un cinéaste (Steven Seagal). Après avoir failli retrouver la femme qu'il aimait et avoir vu sa cardiopathie grave diagnostiquée, Max abandonne le cinéma et retourne en Roumanie où il retrouve sa famille, qui l'avait abandonné autrefois…

## Fiche technique
- Titre français : Le Géant et moi
- Titre original : My Giant
- Réalisation : Michael Lehmann
- Scénario : David Seltzer
- Musique : Marc Shaiman
- Photographie : Michael Coulter
- Montage : Stephen Semel (en)
- Production : Billy Crystal
- Sociétés de production : Castle Rock Entertainment & Face Productions
- Société de distribution : Columbia Pictures
- Pays :  États-Unis
- Langue : Anglais, Roumain
- Format : Couleur - Dolby Digital - 35 mm - 1.85:1
- Genre : Comédie
- Durée : 103 min
- Date de sortie : 10 avril 1998 (États-Unis) ; 1998 (France)

## Distribution
- Billy Crystal (VF : Lionel Henry) : Sam Kamin
- Gheorghe Muresan (VF : Bernard Métraux) : Max Zamphirescu
- Kathleen Quinlan (VF : Françoise Cadol) : Serena Kamin
- Zane Carney : Nick 'Nicky' Kamin
- Jere Burns : Weller
- Dan Castellaneta : Partlow
- Raymond O'Connor (VF : Gérard Surugue) : Eddie
- Rider Strong : Justin Allen
- Rick Overton : Le réalisateur de Las Vegas
- Richard Portnow (VF : Philippe Catoire) : Le producteur de Las Vegas
- Steven Seagal : Lui-même
- Doris Roberts : Rose Kaminski
- Harold Gould : Milt Kaminski
- Lawrence Pressman (VF : Michel Ruhl) : Le médecin
- Joanna Pacula : Lilliana Rotaru
- Philip Sterling (VF : Michel Ruhl) : Oncle Nate
- Joss Ackland (VF : Michel Ruhl) : Monseigneur Popescu (non crédité)
- Elaine Kagan : Myrna
- Estelle Harris : Tante Pearl
- Carl Ballantine (VF : Henri Labussière) : Le rabbin